# 高山友里
高山友里（たかやま ゆり）は、日本の女優・タレントである。東京都出身。
愛称は“ゆってぃー”。

## 来歴・人物
- 元AKB48研修生。
- 趣味はドライブ、映画・音楽鑑賞、ギター。
- 特技は水泳、空手。
- 好きな色は水色。

## 出演

### テレビドラマ
- 執事喫茶にお帰りなさいませ
- 帝王 第3話（2009年7月30日）
- 示談交渉人 ゴタ消し （2011年3月24日、読売テレビ） - リポーター 役

　Mステーション
　アイドルオールスター水泳大会2008
　アイドルオールスター水泳大会2009

### 映画
- 華鬼（2009年）
- ゾンビアス（2012年）

### オリジナルビデオ
- バカ裁判（2009年）
- 実録!!リアル恐怖DX（2009年9月18日） - 「私のママ」近藤裕子 役
- 2ちゃんねるの呪い（2010年4月9日） - 「よどみのチェーンメール」川口ゆか 役
- ×ゲーム（2010年9月18日）

### CM
- Noz
- 日本生命保険
- Honey's
- いわき平競輪
- TOYOTA
- 国民健康保険

### 舞台
- Legend〜風のなかの塵〜（Air Studio、2007年8月）
- Juliet（Air Studio、2007年12月）
- SAKURA（Air Studio、2008年3月）

### インターネット放送
- 表参道カフェ「Hi TIME」（あっ!とおどろく放送局、2008年1月11日 - 2月15日）
- エクセラ presents 表参道カフェ「HAPなショーTIME」（あっ!とおどろく放送局、2008年2月21日 - 3月20日）
- HAPなショーTIME（あっ!とおどろく放送局、2008年4月3日 - 6月26日）

- グラビア
- 月刊　カメラマン
- 週刊　プレイボーイ

- CD　美脚戦隊スレンダー　イエロー